# Acremonium apicesinuatum
Acremonium apicesinuatum är en svampart som beskrevs av Matsush. 1995. Acremonium apicesinuatum ingår i släktet Acremonium, ordningen köttkärnsvampar, klassen Sordariomycetes, divisionen sporsäcksvampar och riket svampar.   Inga underarter finns listade i Catalogue of Life.